# Genprodukt
Als Genprodukt bezeichnet man in der Biologie Produkte, die das Resultat der Expression eines Gens sind. Dazu zählen RNA  und Proteine.
Ein bekanntes Protein-Genprodukt ist das  BCR-ABL-Genprodukt, das als Ursache der Chronischen myeloischen Leukämie (CML) angesehen wird. Weitere Genprodukte siehe Beispiel Transkriptionsfaktoren.

## Trivia
Oft wird auch der Begriff Genprodukt umgangssprachlich für  gentechnisch veränderte Lebensmittel benutzt.